# Göreme
Göreme (in greco Κόραμα?, Kòrama) è un villaggio (belde) di 2 034 abitanti della provincia di Nevşehir in Anatolia Centrale, in Turchia.
Posizionata tra suggestive formazioni rocciose denominate camini delle fate, è una nota località turistica della Cappadocia a circa 12 chilometri ad est del capoluogo Nevşehir. Dal 1985 il Parco nazionale di Göreme (Göreme Milli Parklar in turco) fa parte dei patrimoni dell'umanità dell'UNESCO.

## Storia
I primi insediamenti nella regione risalgono all'era cristiana del periodo romano. Poche sono tuttavia le informazioni su Göreme fino ai tempi moderni, in ragione del fatto che il piccolo insediamento era lontano dalle rotte più trafficate che collegavano Kayseri a Konya e la costa mediterranea ad Aksaray. In epoca bizantina l'attuale Göreme consisteva in realtà in due villaggi separati ma adiacenti: Corama, dove si trova l'attuale Museo all'aperto, e Matiana/Macan, dove si trova il villaggio moderno.
La prima testimonianza scritta su Matiana e Corama appare negli atti del Concilio di Calcedonia del 451, a cui presero parte i rappresentanti di entrambi i villaggi. Una Vita di San Ierone (patrono di Göreme) scritta intorno al VI secolo fa riferimento agli eventi del III secolo e menziona per la prima volta le condizioni degli abitanti del villaggio, che vivevano in case-grotta. La natura malleabile delle rocce e dei coni di Göreme e dintorni ha fatto sì che gli abitanti scavassero case all'interno di grotte almeno dal III secolo, ricavando dalla roccia mangiatoie per animali e presse per la pigiatura dell'uva nonché, in seguito, per la produzione di pekmez (melassa d'uva).
Alcune delle chiese rupestri più rudimentali intorno al villaggio risalgono al VI e VII secolo, mentre altre al X e XI secolo, periodo in cui sono stati inoltre dipinti molti degli affreschi presenti nella zona.
Nel 1796 fu costruita a Göreme la villa di Mehmet Paşa (Mehmet Paşa Konağı), anche se non è noto il nome dell'effettivo proprietario originario. Le pareti del selamlık (stanza degli uomini) e dell'haremlik (stanza delle donne) sono entrambe completamente ricoperte di dipinti: la prima con immagini di moschee e paesaggi di Costantinopoli, la seconda con icone a carattere principalmente domestico.
Il primo scrittore occidentale a lasciare un resoconto e un disegno di Göreme fu l'archeologo francese Charles Félix Marie Texier, che vi soggiornò negli anni Trenta del XIX secolo. In un libro del 1837, il britannico William Hamilton fece riferimento alla cappella di San Ierone e al Castello romano (Roma Kalesi) di Göreme.
Poco frequentata fino agli anni '70, Göreme è oggi il nucleo turistico della Cappadocia. La conseguente gentrificazione e l'incremento della presenza di alberghi hanno spinto molti abitanti a trasferirsi in città e villaggi circostanti, come Nevşehir, Avanos, Uçhisar e Ürgüp.

## Galleria d'immagini

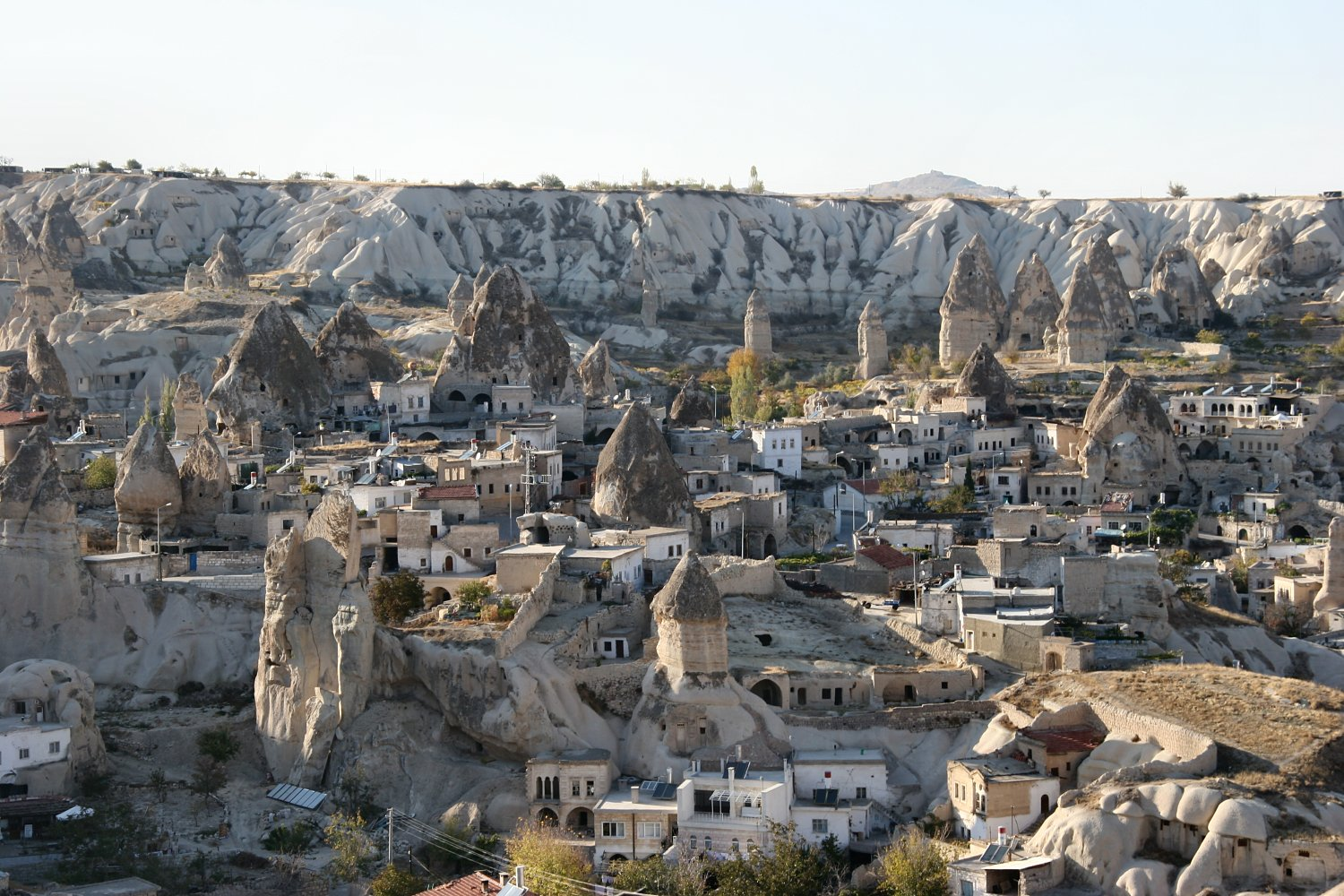
Paesaggio di Göreme
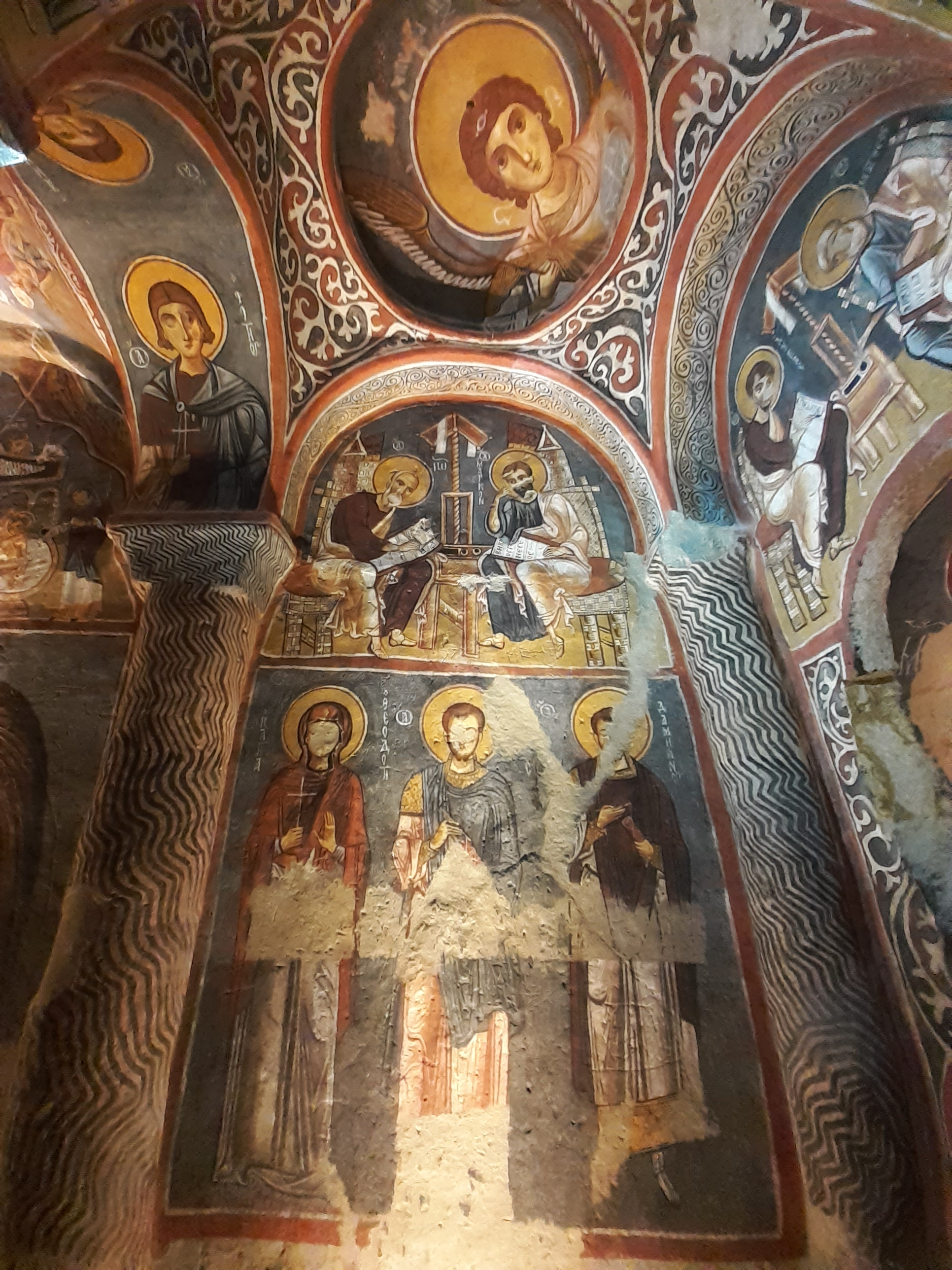
Chiesa Oscura
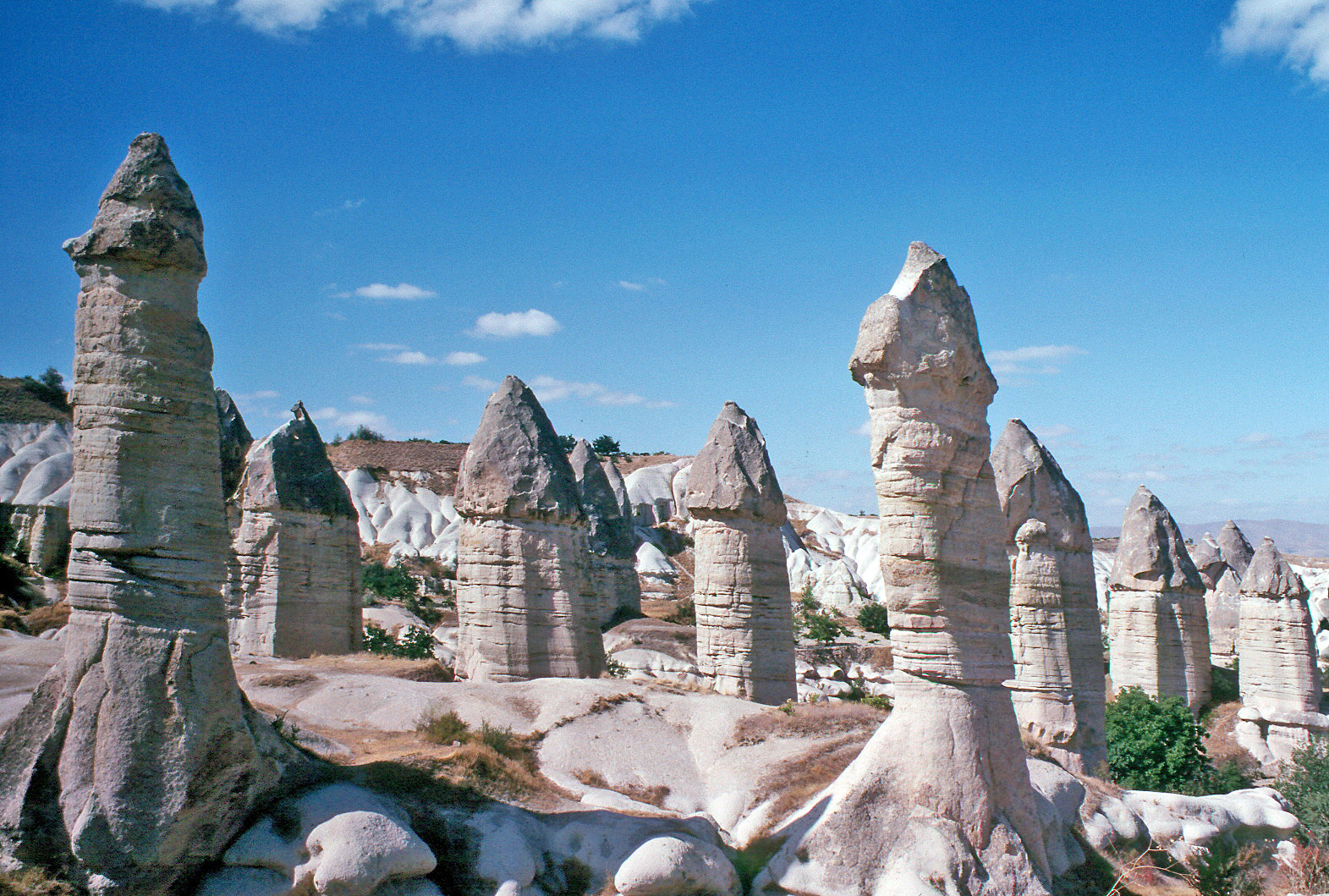
I Camini delle fate